# Harry Gallatin
Harry Gallatin (Roxana (Illinois), 26 april 1927 – Edwardsville (Illinois), 7 oktober 2015) was een Amerikaans basketbalspeler.

## Biografie
Gallatin kwam in 1948 in de NBA terecht bij de New York Knicks. In zijn derde seizoen NBA werd hij verkozen als speler voor de NBA All-Star Game. Hier zou hij zeven opeenvolgende jaren, van 1951 tot 1957 deel van uitmaken. Gallatin speelde negen seizoenen en 610 wedstrijden voor de Knicks. In 1954 deed hij gemiddeld 15,3 rebounds per wedstrijd, het record dat jaar in de NBA. In het seizoen 1957-1958 speelde hij zijn laatste seizoen NBA bij de Detroit Pistons.
Na zijn actieve carrière werd Gallatin trainer. Tussen 1962 en 1965 trainde hij St. Louis Hawks, waar hij in 1963 coach van het jaar werd. In 1965-1966 coachte hij de New York Knicks. 
Gallatin overleed in 2015 op 88-jarige leeftijd. Hij was toen 66 jaar gehuwd met zijn vrouw Beverly.